# Temur Alekberov
Temur Sadraddinovič Alekberov (in russo Темур Садраддинович Алекберов?; Gudauta, 22 settembre 1969) è un allenatore di calcio a 5, ex giocatore di calcio a 5 ed ex calciatore russo, campione europeo con la nazionale russa di calcio a 5 nel 1999.

## Carriera

### Club
Dapprima calciatore in Ucraina, Alekberov inizia a giocare a calcio a 5 in alcuni club di Rostov finché, nel 1993, si trasferisce alla Dina Mosca. Rimane nella squadra capitolina sino alla stagione 2001-02, vincendo sette titoli nazionali, cinque coppe, 3 European Champions Tournament e una Coppa Intercontinentale. A livello individuale è stato nominato "miglior giocatore" della Vysšaja Liga (1996-97) e quattro volte consecutive "miglior difensore" (1995-98). Negli ultimi anni ha giocato dapprima con il TTG Jugorsk e quindi con il Noril'skij Nikel', con il quale ha terminato la carriera da giocatore nel 2006. La stagione seguente ha iniziato ad allenare il Tjumen'.

### Nazionale
Con la nazionale russa ha disputato 66 partite realizzando 45 goal. Ha partecipato al FIFA Futsal World Championship 1996 in terra iberica dove i russi hanno colto un prestigioso terzo posto. Tre anni dopo ha partecipato con la squadra russa allo UEFA Futsal Championship 1999 in Spagna, battendo in finale i padroni di casa. Sempre con la nazionale ha poi disputato l'anno dopo il FIFA Futsal World Championship 2000 giungendo quarto, ultima qualificazione russa ai campionati del mondo.

## Palmarès

### Club
- Campionato russo: 7
Dina Mosca: 1993-94, 1994-95, 1995-96, 1996-97, 1997-98, 1998-99, 1999-00
- Coppa di Russia: 5
Dina Mosca: 1995, 1996, 1997, 1998, 1999

### Nazionale
- Campionato d'Europa: 1
Russia: 1999